# Paskuqan
Paskuqan är en kommun i Tiranë distrikt, Tiranë prefektur, centrala Albanien.